# 至尊派事件
至尊派事件（韩语：／）是指韩国黑帮“至尊派”于1993年7月至1994年9月约1年间杀害5人的犯罪事件。

## 事件概要
至尊派于1993年由仇富的前罪犯金基焕与其他6名前罪犯以及无业者组成，年齡介乎21-27歲。“至尊派”这个称呼由经手该案的检察官所起，起初，用一个假定的意为“野心”的希腊语单词Mascan（在希腊语中并无与之读音意义相对应的单词）。
至尊派的核心理念便是仇恨富人，他們將社會上的不公與自己的貧困歸咎於貧富差距，認為是富人佔據的資源才使得他們這些窮人永無翻身之機。為此計畫針對有錢人實施犯罪，在所有成員都擁有十億韓幣前絕不停止。他們从现代百货店的顾客名册入手，打算选择最富有的顾客进行绑架勒索并最终撕票。
- 1993年7月：於忠清南道論山市姦殺1名23岁的妙齡女子，之後在附近的野山被掩埋；
- 1993年8月：於全羅南道靈光郡杀害1名试图退出该组织的男性成员，其後被掩埋；
- 1994年8月：綁架一對情侶並杀害其中二十几岁的男性，女方為求生存，在被威脅下被迫加入至尊派，之後在跟其他成員外出就醫時趁機逃跑並報案，使整件事情曝光；
- 1994年9月8日：杀害1对夫妇。

1994年9月21日，韩国警方将7名成员全员逮捕。同年10月31日，一审判决除1人以外的6人死刑。二审维持一审判决，1994年11月1日，最高法院驳回上诉，判处死刑。在审判后，犯罪成员对事件毫无悔过之意，反而试图将杀人行为正当化。其中1名成员还承认将被害者杀害以后吃了被害者的肉，以此来鼓起勇气，放弃人性。諷刺的是，死於至尊派的被害者中無一人能稱上富有，與組織核心理念嚴重背離。
1995年11月2日，至尊派6個成員在漢城看守所執行死刑。